# 4615-ös mellékút (Magyarország)
A 4615-ös számú mellékút egy közel 13 kilométer hosszú, négy számjegyű országos közút Pest és Bács-Kiskun vármegyék határvidékén; Jászkarajenőt kapcsolja össze Tiszakécskével.

## Nyomvonala
A 4609-es útból ágazik ki, annak 25+050-es kilométerszelvényénél, Jászkarajenő központjának déli részén, nyugat-délnyugati irányban, Malom utca néven. Alig 400 méter után kilép a belterületről, onnan egy darabig Malom dűlő, majd Csárdalapos néven folytatódik. 3,4 kilométer után dél-délkeleti irányba fordul, a 6. kilométere után pedig elér Pest vármegye délkeleti széléhez. Onnan már Bács-Kiskun vármegye, azon belül Tiszakécske területén folytatódik, de továbbra is külterületi településrészek között. 12,5 kilométer megtétele után délnek fordul, majd szinte azonnal véget ér, a város belterületének északnyugati szélén, beletorkolva a 4623-as útba, annak 15+700-as kilométerszelvénye táján.
Teljes hossza, az országos közutak térképes nyilvántartását szolgáló kira.gov.hu adatbázisa szerint 12,708 kilométer.

## Települések az út mentén
- Jászkarajenő
- Tiszakécske

## Története
A Cartographia 1989-es kiadású, Magyarország autóatlasza című autóstérképe a fentebbi leírás szerinti teljes hosszában feltünteti ugyan az útvonalat, de hosszának túlnyomó részén "fontosabb földút", néhány kilométernyi kécskei szakaszán pedig "egyéb portalanított út" grafikai jelöléssel szerepelteti.